# Helvella pezizoides
Helvella pezizoides är en svampart som beskrevs av Afzel. 1783. Helvella pezizoides ingår i släktet Helvella och familjen Helvellaceae.  Arten är reproducerande i Sverige. Inga underarter finns listade i Catalogue of Life.